# Peder Blicher Olsen
Peder Blicher Olsen (født 21. juli 1759 i Maribo, død 2. marts 1832 i København) var en dansk diplomat, bror til Gottsche Hans Olsen.

## Karriere
Olsen var søn af Rasmus Olsen, forpagter af Ulriksdal på Lolland, og Elisabeth Marie født Kaalund. Han sattes 1774 i Roskilde Katedralskole, hvorfra han dimitteredes 1777. Det følgende år tog han examen philosophicum og privatiserede i København. 1781-82 boede han på Valkendorfs Kollegium. Han fik 1782 ansættelse hos stiftamtmand Albrecht Philip Levetzau i Christiania og var der i huset indtil 1784, da han med familien drog tilbage til den danske hovedstad. Olsen udnævntes 1784 til volontær i General-Toldkammeret, derefter blev han 1785 konsulatssekretær i Marokko, hvilken stilling han beklædte et par år. Derpå ansattes han 1787 som legationssekretær i Berlin, hvilken post han 1789 ombyttede med et sekretariat i udenrigsministeriet og blev 1793 konsul i Marokko. 1800 sendtes Olsen som ministerresident og generalkonsul til De forenede Stater i Nordamerika, og medens han virkede på denne post, tildeltes der ham 1801 titlen gehejmelegationsråd. Han blev meget alvorlig angrebet af den gule feber og måtte 1803 opgive sin diplomatiske stilling. Olsen levede derefter i Fredensborg og København, uden at han nogen sinde fuldstændig overvandt sygdommens eftervirkninger. 1815 afskedigedes han af statstjenesten og udnævntes samme år til konferensråd. Han døde i København 2. marts 1832. Som embedsmand havde Olsen ry for retsindighed og dygtighed. 

## Kunstnerisk virksomhed
Ved siden af sin gerning i statens tjeneste udfoldede han nogen litterær virksomhed. Han optrådte som oversætter af latinske, franske, tyske og engelske skrifter og forsøgte sig som digter. Han udgav 1785 en digtsamling under titlen: En Dags Læsning, og 1815 fulgte en ny samling, hvilken han kaldte To Dages Læsning. Disse arbejder har vel ikke synderlig poetisk værdi; men man kan ikke frakende forfatteren som visedigter et vis sarkastisk lune. 1813 udgav Olsen skriftet Et og andet, hvori han udtalte sig om forskellige spørgsmål, lige fra Jødefejden til dansk kornbrændevin. På skriftets titelblad betegnede han sig "Blicherolsen", hvilket navn han antog for at forebygge en forveksling af hans og hans nævnte broders navn.
Olsen ægtede 4. august 1785 i Vor Frue Kirke Cathrine Brorsen (Brosen, Brodersen) (døbt 10. februar 1764 i Sankt Nikolaj Kirke, København - 11. december 1835 sammesteds), datter af citronhandler, senere brændevinsbrænder og rodemester Jens Olsen Brorsen (ca. 1715-1788, gift 1. gang med Cathrine Olsdatter, død 1759) og Kirstine Jørgensdatter Roed (ca. 1735-tidligst 1798).
Han er begravet på Garnisons Kirkegård.